# Hanny's Voorwerp
Hanny's Voorwerp (oggetto di Hanny, in olandese) è un oggetto astronomico di natura insolita scoperto da un'olandese, l'insegnante Hanny van Arkel, nel 2007 visitando come astrofila il sito di Galaxy Zoo, sebbene già individuato in precedenza senza coglierne le peculiarità.
Viene considerato un raro tipo di oggetto astronomico chiamato eco luminosa di un quasar. Nelle riprese fotografiche, appare come un addensamento luminoso (di colore verde nelle immagini in falsi colori del telescopio spaziale Hubble).

## Descrizione
Osservabile in prossimità della galassia a spirale IC 2497 nella costellazione del Leone Minore, l'oggetto appare come una nube, molto calda (16.000/20.000 °C) ed altamente ionizzata, caratterizzata da un'insolita luminescenza di colore verde (5.200 Ångström) in cui sono presenti numerose linee di emissione. Non è neppure chiara l'origine del buco di circa 16.000 anni luce posto al centro della nube.
Posto rispetto alla galassia vicina quasi alla stessa distanza dalla Terra (700 milioni di anni luce), privo di stelle al proprio interno, le ipotesi più accreditate suggeriscono che si tratti di una nube di polveri e gas, probabilmente provenienti da una galassia nana perturbata da forze di marea, che risulta luminescente in quanto sta riflettendo la luce di un brillantissimo quasar esistito 100.000 anni prima al centro di IC 2497. Il quasar è ora esaurito, e quindi non osservabile direttamente, mentre lo è la luce riflessa dalla nube che ha dovuto percorrere una distanza maggiore per raggiungere la Terra. L'oggetto è stato anche definito una "eco luminosa" di un quasar.
L'Hanny's Voorwerp è stato anche "Oggetto del Giorno" sul sito web della NASA con una immagine effettuata con il telescopio Isaac Newton di 2,5 metri delle Isole Canarie da Don Smith, Peter Herbert e Chris Lintott.